# 富山县立大学短期大学部
富山县立大学短期大学部（日语：／ Toyama Kenritsu Daigaku Tankidaigakubu *），简称县短（けんたん），是过去一所位于日本富山县射水市的公立短期大学。前富山县立技术短期大学（日语：／ Toyama Kenritsu Gijutsu Tankidaigaku *）。

## 概要

### 简介
- 短期大学为于1962年开办[1]、由学校法人富山县经营。招生到于2008年[2]（但专科招生到于2010年[3]）、停办于2012年[1]。为男女同校。

### 历史
- 1962年 富山县立大谷技术短期大学成立并同时设置三个学科、以下列举。
  - 机械科
  - 应用数学科
  - 农业机械科
- 1963年 两个学科成立、以下列举[2]。
  - 机械科
  - 卫生工学科
  - 草农业科（改名为农学科于1980年）
- 1969年 机械专攻成立于专科[4]。
- 1970年 农林土木科[2]、专科应用数学专攻[4]各自成立。
- 1972年 改校名为富山县立技术短期大学[2]。
- 1989年 三个学科各自招生最后、次年停止招生（正式停办于1992年）、以下列举[2]。
  - 机械科
  - 应用数学科
  - 农业机械科
- 1990年 改编为富山县立大学短期大学部。并同时改编为两个学科、以下列举。
  - 农业技术学科（各自两个专攻招生到于2002年、各自合并为生物资源学科。招生到于2005年、停办于2007年）
    - 生物生産专攻
    - 农林土木专攻

  - 环境工学科（改编为环境系统工学科于2003年）
- 1998年 两个专攻成立于专科、以下列举。
  - 地球环境工学专攻（改编为环境系统工学专攻于2005年）
  - 生物资源专攻（招生到于2006年、停办于2008年）
- 2008年 短期大学本科招生最后、次年停止招生[2]
- 2010年 短期大学专科招生最后、次年停止招生[3]（正式停办于2012年3月31日）。

## 学校环境
- 校区：在富山县射水市[注 1]

## 历任校长
- 谷安正：第一代短期大学校长[5]。
- 前泽邦彦：最后短期大学校长[2]

## 组织

### 学科
- 环境系统工学科

### 前学科
| - 机械科 - 应用数学科 - 农业机械科 - 卫生工学科 - 农学科 - 农林土木科 |

### 专科
| - 环境系统工学专攻 - 生物资源专攻 |

### 前专科
| - 机械专攻 - 应用数学专攻 |

### 业余课程
| - 没有 |

## 相关链接
- 日本短期大学列表